# Cor Anijs
Jozef Cornelis Christiaan (Cor) Anijs (district Nickerie, Suriname, 4 augustus 1891 - Paramaribo 26 juli 1926) was een Surinaams dirigent en componist.
Hij was zoon van Gerhardina Maria Hicks (die in 1932 overleed) en Noach Frederik Anijs. Cor Anijs was al in 1913 halfwees door het overlijden van zijn vader.
Anijs was als jongeling leerling van Anton Plet en Johannes Nicolaas Helstone. Net als die laatste leraar bezocht hij het Conservatorium in Leipzig; hij volgde er compositieleer van 1912 tot 1916; docenten waren Richard Hofmann en Max Reger. Pianolessen kreeg hij nog van Karl Wendeling en Karl Heysen. Tussen 1919 en 1921 studeerde hij aan het Conservatorium van Amsterdam, daar was Bernard Zweers zijn leermeester. Hij woonde toen aan de Tweede Helmersstraat 119. Het leverde een portofolio op aan werken (meest liederen), waarin aandacht voor contrapunt overheerste. 
Hij werd leider van zijn eigen orkest met wisselende samenstelling. Ook was hij leider van het (mannen)koor "De Surinaamsche Liedertafel". 
Hij overleed plotseling op 34-jarige leeftijd aan tuberculose  Hij liet nog een advertentie plaatsen in De Surinamer van 27 juni 1926 voor het geven van muzieklessen. Hij maakte eigenlijk alleen naam in Suriname. Hij werd in juli 1926 begraven op Lina’s Rust.

## Monument
In september 1932 werd er voor de musici Johannes Nicolaas Helstone en Cor Anijs een concert gegeven onder toezicht van de Musicus Helstone Foundation om middelen bijeen te brengen voor plaatsing van een monument voor beide heren, die vlak na elkaar overleden.  Voor Anijs werd dat in 1948 gerealiseerd in de vorm van een witte grafsteen. 